# Jacques-Antoine de Révéroni Saint-Cyr
Jacques-Antoine de Révéroni Saint-Cyr (Lyon, 5 de mayo de 1767-París, 19 de marzo de 1829) fue un escritor, dramaturgo y militar francés.
Se le recuerda por su novela Pauliska, ou La Perversité moderne, mémoires récents d'une Polonaise, de 1798, que «el bibliófilo Jacob» publicó en 1848.

## Obras
| Teatro - 1793: Le Club de sans-souci, ou les Deux Pupilles, comedia en un acto - 1795: Helena, ou les Miquelets, ópera en dos actos - 1795: Élisa, ou le Voyage au mont Saint-Bernard, ópera en dos actos - 1797: L’Hospice de village, ópera en dos actos - 1800: Le Délire, ou les Suites d’une erreur, opéra comique en un acto - La Rencontre aux bains, comédie en vaudeville en un acto - 1804: Sophie Pierrefeu, ou le Désastre de Messine, historical fact en tres actos - 1805: Le Vaisseau amiral, ou Forbin et Delville, ópera en un acto - 1807: Lina ou le Mystère, drame lyrique en tres actos y en prosa - 1810: Cagliostro, ou les Illuminés, opéra comique en tres actos - 1811: Les Ménestrels, ou la Tour d’Amboise, ópera en tres actos - 1816: Christine, reine de Suède, tragedia en tres actos - 1816: Déjanire, ou la Mort d’Hercule, grand opéra en un acto - 1816: Pline, ou l’Héroïsme des arts et de l’amitié, ópera en un acto - 1817: Mademoiselle de Lespinasse, comedia en un acto y en verso - 1817: Les Partis, ou le Cornérage universel, comedia en tres actos y en verso - 1817: Le Siège de Rhodes, ópera en tres actos - 1817: Le Sybarite, comedia en tres actos y en verso - 1818: La Comtesse de la Marck, comedia histórica en tres actos, con Armand d'Artois - 1827: Vauban à Charleroi, comedia histórica en tres actos y en verso | Novelas - 1797: Sabina d’Herfeld, ou les Dangers de l’imagination, París, dos volúmenes - 1798: Pauliska, ou La Perversité moderne, mémoires récents d’une Polonaise, dos volúmenes - 1799: Nos Folies, ou Mémoires d’un Musulman connu à Paris, dos volúmenes - 1813: La Princesse de Nevers, ou Mémoires du sire de la Touraille, 2 vol. in-12 ; 2nd edit. 1823, dos volúmenes - 1814: L’Officier russe à Paris, ou Aventures et réflexions critiques du comte de ***, dos volúmenes - 1818: Le Torrent des passions, ou les Dangers de la galanterie, dos volúmenes - 1822: Historiettes galantes et grivoises, suivies des Mœurs du jour, Fables politiques et critiques, - 1823: Le Prince Raymond de Bourbon, ou les Passions après les révolutions, suite de la Princesse de Nevers, dos volúmenes - 1825: Taméha, reine des îles Sandwich, dos volúmenes Libros científicos - 1795: Inventions militaires et fortifiantes, ou Essais sur des moyens nouveaux offensifs et cachés dans la guerre défensive, Parísedition, under the title Inventions militaires dans la guerre défensive, 1798 - 1804: Essai sur le perfectionnement des beaux-arts par les sciences exactes, ou Calculs et hypothèses sur la poésie, la peinture et la musique, París, 1804, en dos volúmenes - 1808: Essai sur le mécanisme de la guerre - 1820: Examen critique de l’équilibre social européen, ou Abrégé de statistique politique et littéraire |

### Citas
1. ↑  «Jacques-Antoine de Révéroni Saint-Cyr (1767-1829)» (en francés). Biblioteca Nacional de Francia. Consultado el 31 de julio de 2018.